# Csang-ji
Csang-ji (Changyi) legendás személy a Kína történeti korszakát megelőző, öt császár korában. Életének részleteiről keveset árulnak el a történeti források, a még legteljesebb értesülések Sze-ma Csien (Sima Qian) művéből, A történetíró feljegyzéseinek, a legendák korát tárgyaló legelső fejezetéből származnak. Ezek szerint Csang-ji (Changyi) a Sárga Császár név szerint ismert két fia közül a fiatalabbik volt. A „nagy történetíró” a következőket tudta róla:

„A Sárga Császár a Hszüan-jüan (Xuanyuan) 軒轅-hegyen élt, és egy, a nyugati hegységből származó nőt választott első feleségéül, akit Lej-cu (Leizu)nak 嫘祖 hívtak, s aki két fiúgyermeket szült neki, akik később mindketten örökül kapták az égalattit. Az elsőszülött fiút Hszüan-hsziao (Xuanxiao)nak 玄囂, vagy Csing-jang (Qingyang)nak nevezték, s a Csiang (Jiang) 江-folyónál telepedett le. A fiatalabbik fiát Csang-ji (Changyi)nak nevezték, ő pedig a Zso (Ruo) 若-folyónál telepedett le. Csang-ji (Changyi) egy, a Su (Shu) 蜀 hegyeiről származó nőt, név szerint Csang-pu (Changpu)t 昌仆 választotta asszonyául, aki fiúgyermeket szült neki, Kao-jang (Gaoyang)ot 高陽. Kao-jang (Gaoyang) pedig szent erényű volt. Amikor a Sárga Császár elhunyt, a Csiao (Qiao)-hegyen temették el. Unokája, Csang-ji (Changyi) fia, Kao-jang (Gaoyang) lépett a helyére a trónon, Csuan-hszü (Zhuanxu) császár néven.”